# Херман II фон Кастъл
Херман II фон Кастъл (на немски: Hermann II von Kastl; † сл. 1071/1074) е граф на Кастл и Хам в Горен Пфалц и маркграф на Банц в Горна Франкония в Бавария. Споменат е през 1069 г.
Той е син на граф Херман фон Кастъл († 27 януари 1056) и съпругата му Хадагунда/ Хазига фон Дисен († 1 август 1104), дъщеря на граф Фридрих II фон Дисен († 1075) и първата му съпруга Хадамут фон Епенщайн. Внук е по баща на херцог Херман IV от Швабия († 1038) и Аделхайд от Суза († 1091). Майка му Хазига фон Дисен се омъжва втори път през 1057 г. за граф Ото I фон Шайерн († 4 декември 1078).
Херман II фон Кастъл и съпругата му графиня Алберада-Берта фон Швайнфурт основават ок. 1070 г. бенедиктински манастир на мястото на бившия замък Банц близо до Бамберг.

## Фамилия
Херман II фон Кастъл се жени пр. 7 юли 1069 г. за графиня Берта фон Нордгау/ или Алберада-Берта фон Швайнфурт († ок. 11 януари 1103), дъщеря на Ото III фон Швайнфурт, херцог на Швабия, маркграф на Швайнфурт, маркграф на Нордгау († 1057) и Ирмингард де Суза/Ерменгарда от Торино († 1078).
Те имат вероятно децата:
- Хайнрих († сл. 1071)
- Ото († 26 септември 1125?), граф на Хабсберг, женен за Аделхайд
- Конрад
- Юдит, омъжена за министериалис

Алберада-Берта фон Швайнфурт се омъжва втори път за брат му Фридрих I фон Кастъл († 10 ноември 1103), граф на Кастл и Хабсберг.